# Poqomam (taal)
Poqomam is een taal die behoort tot de Maya taalfamilie en wordt gesproken door het Poqomam-volk in verschillende delen van Guatemala, met name in het departement Alta Verapaz, en in het noorden van El Salvador. Volgens schattingen van het SIL waren er ongeveer 49.000 Poqomam-sprekers in 1990, onderverdeeld in drie dialecten: Centraal, Oostelijk en Westelijk Poqomam.
Achi · Acateeks · Aguacateeks · Chalchiteeks · Chuj · Garifuna · Ch'orti' · Itza · Ixil · Jacalteeks · K'iche' · Kaqchikel · Lacandón · Mam · Mopan · Poqomam · Poqomchi' · Q'anjob'al · Q'eqchi' · Sacapulteeks · Sipakapense · Tectiteeks · Tz'utujil · Uspanteeks · Xinka